# Brattendorf
Brattendorf ist ein Ortsteil der Gemeinde Auengrund im Landkreis Hildburghausen in Thüringen.

## Lage
Der Ortsteil liegt am Südwestrand des Thüringer Schiefergebirges zwischen den Städten Schleusingen, Eisfeld und Hildburghausen. Zwischen den Bergen Priemäusel und Süßberg befindet sich der Ort. Er hat direkten Anschluss an die Bundesstraße 4. Die mittlere Höhenlage beträgt 400 Meter über NN.

## Geschichte
Brattendorf wurde 1300 erstmals urkundlich erwähnt. Das Dorf ist aus einem Rittergut hervorgegangen. 1645 waren durch Kriegseinwirkungen nur noch zwei Bewohner im Ort. 1666 standen noch 16 Häuser wüst und 15 Häuser waren mit 50 Personen bewohnt. Mit Stand Dezember 2014 wohnen im Ort 764 Personen. Von 1890 bis 1967 hielten am Bahnhof Brattendorf Züge der Schmalspurstrecke nach Schönbrunn, genannt Gründerla, die Eisfeld mit Unterneubrunn verband. 1974 wurde die Strecke zurückgebaut. Das ehemalige Bahnhofsgebäude dient heute als Wohnhaus.
Am 26. September 1959 gründete sich die LPG Vereinte Kraft. Die Grenzmaßnahmen der DDR waren eine große Belastung für die Bevölkerung im Ort und Umland. Nach der Wende wurden um Brattendorf drei große Gewerbegebiete gebaut.
Im Oktober 2024 eröffnete der Neonazi-Aktivist, Rechtsrock-Konzertveranstalter, Neonazi-Merchandise-Unternehmer und Politiker des Bündnis Zukunft Hildburghausen sowie Kreistagsabgeordneter im Landkreis Hildburghausen Tommy Frenck mit einem Geschäftspartner die Gaststätte Eiserner Löwe. Zur Eröffnung wurde erwartet, dass die Gaststätte sich zu einem weit bekannten Neonazi-Treffpunkt und Veranstaltungsort entwickeln würde. Frenck startete kurz nach der Eröffnung eine Konzertreihe von Rechtsrockkonzerten, weshalb die Thüringer Polizei verstärkte Präsenz im Ort angekündigte.

## Kultur
Ein kulturelles Bauwerk ist die Dorfkirche Brattendorf am Rand des Dorfes. Erwähnenswert ist das traditionelle Backhaus. Hier findet jedes Jahr ein Fest statt, an dem Kuchen und Zwiebelkuchen im Backhaus gebacken wird.
Jährlich wird vom Heimatverein eine Kirmes organisiert. Ein ganzes Wochenende im September oder Oktober wird im Festzelt auf dem Sportplatz gefeiert. Die Kirmesgesellschaft trägt am Samstag und am Sonntagabend ihre Tänze in traditionellen Trachten vor. Abgeschlossen wird die Kirmes mit einer Beerdigung, bei der die Kirmes symbolisch zu Grabe getragen wird.

## Persönlichkeiten
- Fritz Hopf (1920–1997), Landwirt und Politiker (LDPD)